# Patrick Volkerding
Patrick John Volkerding (20 ottobre 1966) è un informatico statunitense.
È il fondatore della distribuzione GNU/Linux Slackware, che risulta essere la più anziana distribuzione ancora attivamente sviluppata.

## Biografia
Nel 1993 ha conseguito una laurea in informatica presso l'Università statale del Minnesota Moorhead.
Volkerding è anche conosciuto, tra gli appassionati di Slackware, come The Man, L'uomo. Questo soprannome gli è stato dato in segno di rispetto, visto che è il creatore e il maintainer di quella che per loro è la migliore distribuzione in circolazione.
Per un certo periodo di tempo, hanno fatto parte, assieme a lui, del team ufficiale di Slackware, anche Chris Lumens e David Cantrell, che percepivano uno stipendio per il loro contributo al progetto, ma dopo varie vicissitudini della compagnia che finanziava lo Slackware Linux Project, la collaborazione si è interrotta. Ad oggi, Volkerding è l'unico sviluppatore retribuito, ma sono molte le persone che a vario titolo e in vari modi collaborano con lui.
Volkerding ha dovuto lottare a lungo contro un'infiammazione batterica cronica. Le sue condizioni sono diventate note il 16 novembre 2004, quando ha pubblicato un resoconto dettagliato della sua battaglia con gli attinomiceti. Il messaggio conteneva anche una richiesta di aiuto da parte di chiunque potesse contribuire a una diagnosi più precisa o a procurargli la quantità di penicillina di cui necessitava. Con il tempo, e con le cure mediche, la situazione è migliorata, e Volkerding ha annunciato i suoi progressi il 19 dicembre 2004.
Volkerding è sposato con Andrea, da cui il 22 novembre 2005 ha avuto una figlia, Briah Cecilia. La notizia è stata da lui stesso comunicata nel ChangeLog di Slackware, il 10 dicembre.